# 岸川インターチェンジ
岸川インターチェンジ（きしがわインターチェンジ）は、石川県金沢市にある国道8号（国道159号と重複）津幡バイパスのインターチェンジ。

## 概要
- 金沢方面のみ流出入可能なハーフインターチェンジである。富山・七尾方面の流出入ランプは、隣の利屋ICまたは今町ICを利用する。

## 道路
- 国道8号（国道159号） 津幡バイパス

## 接続する道路
- 金沢市道

## 周辺
- 金沢市立花園保育園
- 金沢朱鷺の里

## 隣
国道8号（国道159号） 津幡バイパス
利屋IC - 岸川IC - 二日市IC